# Myrtle Morrison
Myrtle Alice Morrison (* 1885 in Vermillion, Dakota-Territorium; † 17. Januar 1938 in South Dakota) war eine US-amerikanische Politikerin (Demokratische Partei).

## Werdegang
Myrtle Alice Morrison wurde 1885 als Tochter von John M. Morrison (1854–1940) und seiner Ehefrau Lucy (1851–1940), geborene Fox, in Vermillion (Clay County) geboren und wuchs dort auf. Sie hatte zwei Schwestern namens Maud (1883–1954) und Nellie (1887–1951). Myrtle graduierte an der Vermillion High School. Im Anschluss ging sie an die University of South Dakota. Nach ihrem Abschluss kehrte sie nach Vermillion zurück und nahm dort eine Anstellung an einer Schule an.
1922 wurde sie für eine zweijährige Amtszeit zum County Auditor vom Clay County gewählt und 1924 wiedergewählt. Sie bekleidete den Posten von 1923 bis 1927. Danach zog sie nach Pierre (Hughes County). Morrison arbeitete dort vier Jahre lang in der State Tax Commission, die ersten zwei Jahre als Tax Statistician und die letzten zwei Jahre als Secretary of the Tax Division. Sie war die erste Frau, die den zuletzt genannten Posten innehatte. Bei den Wahlen im Jahr 1932 wurde sie zum Secretary of State von South Dakota gewählt. Sie bekleidete den Posten von 1933 bis 1937.
Morrison wurde auf dem Saint Agnes Calvary Cemetery in Vermillion beigesetzt.